# Татарський Лундан
Татарський Лунда́н (рос. Татарский Лундан, ерз. Печкасонь Лундан) — присілок у складі Зубово-Полянського району Мордовії, Росія. Входить до складу Горенського сільського поселення.
Населення — 87 осіб (2010; 103 у 2002).
Національний склад станом на 2002 рік:
- татари — 99 %